# يفغيني كيلموف
يفغيني كيلموف (بالروسية: Климов, Евгений Юрьевич)‏ (21 يناير 1985 - ) هو لاعب كرة قدم روسي وكازاخستان في مركز الدفاع. شارك مع منتخب كازاخستان لكرة القدم. أما مع النوادي، فقد لعب مع نادي سيسكا موسكو ونادي كايرات ونادي فوستوك ودينامو ستافروبول وFC Caspiy ‏ وFC Alma-Ata ‏ وFC Bayterek ‏ وFC Stavropolye-2009 ‏.

## وصلات خارجية
- يفغيني كيلموف على موقع قاعدة بيانات كرة القدم.إي يو (الإنجليزية)
- يفغيني كيلموف على موقع ناشيونال فوتبول تيمز (الإنجليزية)
- يفغيني كيلموف على موقع Soccerway.com (الإنجليزية)